# Pedicularis domzeyensis
Pedicularis domzeyensis är en snyltrotsväxtart som beskrevs av Tsoong. Pedicularis domzeyensis ingår i släktet spiror, och familjen snyltrotsväxter. Inga underarter finns listade i Catalogue of Life.